# 番樱桃生小煤炱
番樱桃生小煤炱（学名：Meliola eugeniicola）是属于小煤炱目小煤炱科小煤炱属的一种真菌，寄生在桃金娘科植物上。该种分布于中国、印度。